# La Sauvetat-de-Savères
 La Sauvetat-de-Savères  es una población y comuna francesa, en la región de Aquitania, departamento de Lot y Garona, en el distrito de Agen y cantón de Laroque-Timbaut.

## Demografía
| 308 | 303 | 284 | 260 | 312 | 349 |
| Para los censos de 1962 a 1999 la población legal corresponde a la población sin duplicidades (Fuente: INSEE [Consultar]) |     |     |     |     |     |